# Municipio de Chester (condado de Clinton)
El municipio de Chester (en inglés: Chester Township) es un municipio ubicado en el condado de Clinton en el estado estadounidense de Ohio. En el año 2010 tenía una población de 1967 habitantes y una densidad poblacional de 23,78 personas por km².

## Geografía
El municipio de Chester se encuentra ubicado en las coordenadas 39°31′46″N 83°55′32″O / 39.52944, -83.92556. Según la Oficina del Censo de los Estados Unidos, el municipio tiene una superficie total de 82.72 km², de la cual 81,82 km² corresponden a tierra firme y (1,08 %) 0,9 km² es agua.

## Demografía
Según el censo de 2010, había 1967 personas residiendo en el municipio de Chester. La densidad de población era de 23,78 hab./km². De los 1967 habitantes, el municipio de Chester estaba compuesto por el 97,56 % blancos, el 0,81 % eran amerindios, el 0,46 % eran asiáticos, el 0,41 % eran de otras razas y el 0,76 % eran de una mezcla de razas. Del total de la población el 1,12 % eran hispanos o latinos de cualquier raza.